# Miconia innata
Miconia innata är en tvåhjärtbladig växtart som beskrevs av Henry Allan Gleason. Miconia innata ingår i släktet Miconia och familjen Melastomataceae. IUCN kategoriserar arten globalt som sårbar.
Artens utbredningsområde är Ecuador. Inga underarter finns listade i Catalogue of Life.